# Chromosome artificiel humain
Pour les articles homonymes, voir HAC.

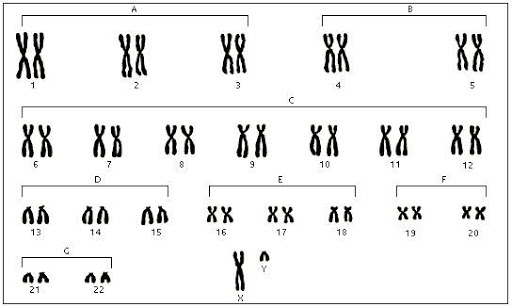
Chromosomes humains.

Un chromosome artificiel humain (en anglais : human artificial chromosome ou HAC) est un vecteur pouvant se comporter comme un chromosome supplémentaire dans une population de cellules humaines. Ainsi, au lieu de 46 chromosomes (23 paires), une cellule pourrait en avoir 47 ; autrement dit, 22 paires de chromosomes homologues, 1 paire de chromosomes sexuels, et un chromosome artificiel humain. Il s'agit d'une des méthodes de création par transgénèse.

## Histoire
Les chromosomes artificiels humains ont été mis au point en 1997. Ils ont été construits de novo, par une équipe de l'université de Cleveland[Laquelle ?] (dans l'Ohio), en ajoutant de l'ADN alpha-satellite à l'ADN télomérique et un autre ADN des cellules humaines HT1080, une lignée cellulaire de fibrosarcome qui a été largement utilisée dans la recherche biomédicale. Cela a donné lieu à un chromosome entièrement nouveau qui contenait l'ADN dit d'intérêt, ainsi que des éléments lui permettant d'être structurellement stable en étape de mitose, tels que les séquences télomériques et centromériques.